# Aref Gholami
Aref Gholami (en persa: عارف غلامی‎; Gorgán, Golestán, 19 de abril de 1997) es un futbolista iraní que juega en la demarcación de defensa para el F. K. Velež Mostar de la Liga Premier de Bosnia y Herzegovina.

## Selección nacional
Tras jugar siete partidos con la selección de fútbol sub-17 de Irán y cuatro con la selección sub-23, finalmente el 24 de marzo de 2022 hizo su debut con la selección absoluta en un encuentro contra Corea del Sur que finalizó con un resultado de 2-0 a favor del conjunto surcoreano, tras los goles de Kim Young-gwon y Son Heung-min.

## Clubes
| Club               | País                 | Año       | Partidos | Goles |
| ------------------ | -------------------- | --------- | -------- | ----- |
| Sepahan FC         | Irán                 | 2015-2018 | 32       | 0     |
| Zob Ahan FC        | Irán                 | 2018      | 7        | 0     |
| Foolad FC          | Irán                 | 2018-2019 | 8        | 0     |
| Esteghlal FC       | Irán                 | 2019-2023 | 95       | 2     |
| F. K. Velež Mostar | Bosnia y Herzegovina | 2024-     |          |       |